# 제니퍼 제이슨 리
제니퍼 제이슨 리(Jennifer Jason Leigh, 1962년 2월 5일 ~ )는 미국의 배우이다. 《미세스 파커》(1994)로 1994년 제29회 전미 영화 비평가 협회 여우주연상을 수상했다. 《헤이트풀8》(2015)으로 2015년 제87회 전미 비평가 위원회 여우조연상을 받았으며 2016년에 열린 제73회 골든 글로브상과 제89회 아카데미상의 여우조연상 후보로 지명되었다.
그 외 대표작으로 《브룩클린으로 가는 마지막 비상구》(1989), 《마이애미 블루스》(1990), 《분노의 역류》(1991), 《위험한 독신녀 》(1992), 《숏 컷》(1993), 《아노말리사》(2015) 등이 있다.

## 출연 작품

### 영화
- 거짓 속의 진실 (1982)
- 리치몬드 연애 소동 (1982)
- 아그네스의 피 (1985)
- 힛처 (1986)
- 할리우드의 출세기 (1989)
- 브룩클린으로 가는 마지막 비상구 (1989)
- 마이애미 블루스 (1990)
- 생매장 (1990)
- 분노의 역류 (1991)
- 러쉬 (1991)
- 위험한 독신녀 (1992)
- 숏 컷 (1993)
- 허드서커 대리인 (1994)
- 미세스 파커 (1994)
- 돌로레스 클레이븐 (1995)
- 캔사스 시티 (1996)
- 돈 크라이 마미 (1996)
- 워싱턴 스퀘어 (1997)
- 천 에이커 (1997)
- 엑시스텐즈 (1999)
- 러브 셀레모니 (2000)
- 결혼 기념일에 생긴 일 (2001) - 공동 연출, 각본, 제작 겸임
- 헤이 아놀드 - 극장판 (2002) - 목소리
- 로드 투 퍼디션 (2002)
- 인 더 컷 (2003)
- 머시니스트 (2004)
- 팰린드롬 (2004)
- 더 재킷 (2005)
- 마고 앳 더 웨딩 (2007)
- 시네도키, 뉴욕 (2008)
- 그린버그 (2010)
- 스펙타큘라 나우 (2013)
- 킬 유어 달링 (2013)
- 아노말리사 (2015) - 목소리
- 헤이트풀8 (2015)
- 모건 (2016)
- LBJ (2016)
- 굿타임 (2017) - 코리 역
- 아미티빌: 디 어웨이크닝 (2017) - 조앤 역
- 서던 리치: 소멸의 땅 (2018) - 심리학자 벤트레스 역
- 화이트 보이 릭 (2018)
- 포제서 (2020)
- 우먼 인 윈도 (2021)
- 어웨이크 (2021)

### 텔레비전
- 월튼네 사람들 (1981)
- 킹 오브 더 힐 (1998) - 목소리
- 헤라클레스 (1998) - 목소리
- 슈퍼맨 (1999) - 목소리
- 프레이저 (2001)
- 위즈 (2009-12)
- 리벤지 (2012)
- 트윈 픽스 (2017)
- 별나도 괜찮아 (2017-21)
- 패트릭 멜로즈 (2018)
- 디 어페어 (2019)
- 리시 이야기 (2021)
- 파고 (2023)